# Championnat de Finlande de football 1973
Navigation
Saison précédente Saison suivante
La saison 1973 du Championnat de Finlande de football était la 44e édition de la première division finlandaise à poule unique, la Mestaruussarja. Les douze meilleurs clubs du pays jouent les uns contre les autres à deux reprises durant la saison, à domicile et à l'extérieur. À la fin de la compétition, les 2 derniers du classement sont relégués et remplacés par les 2 meilleurs clubs d'Ykkonen, la deuxième division finlandaise.
Cette saison voit le sacre du HJK Helsinki qui termine en tête du classement final du championnat, avec deux points d'avance sur le KPV Kokkola et 3 sur le Reipas Lahti, qui remporte une 2e Coupe de Finlande consécutive. C'est le 11e titre de champion de Finlande du HJK, qui rebondit après une dernière saison médiocre, terminée à la place de premier non-relégable. Le TPS Turku, double tenant du titre, ne termine qu'à la 9e place du classement, à 16 points du HJK. 

## Les 12 clubs participants
| - KPT Kuopio - Kuusysi Lahti - KPV Kokkola - MP Mikkeli - TaPa Tampere - OTP Oulu - Promu de Ykkonen | - HJK Helsinki - Ponnistus Helsinki - Promu de Ykkonen - IKissat Tampere - Promu de Ykkonen - TPS Turku - KuPS Kuopio - Reipas Lahti |

## Compétition

### Classement
Le barème de points servant à établir le classement se décompose ainsi :
- Victoire : 2 points
- Match nul : 1 point
- Défaite : 0 point

| Rang | Équipe             | Pts | J  | G  | N | P  | Bp | Bc | Diff |
| ---- | ------------------ | --- | -- | -- | - | -- | -- | -- | ---- |
| 1    | HJK Helsinki       | 33  | 22 | 14 | 5 | 3  | 36 | 21 | +15  |
| 2    | KPV Kokkola        | 31  | 22 | 12 | 7 | 3  | 42 | 17 | +25  |
| 3    | Reipas Lahti C     | 30  | 22 | 13 | 4 | 5  | 39 | 15 | +24  |
| 4    | KuPS Kuopio        | 26  | 22 | 10 | 6 | 6  | 34 | 22 | +12  |
| 5    | OTP Oulu P         | 26  | 22 | 9  | 8 | 5  | 29 | 30 | -1   |
| 6    | KPT Kuopio         | 25  | 22 | 9  | 7 | 6  | 36 | 24 | +12  |
| 7    | MP Mikkeli         | 19  | 22 | 6  | 7 | 9  | 23 | 24 | -1   |
| 8    | Kuusysi Lahti      | 18  | 22 | 7  | 4 | 11 | 31 | 38 | -7   |
| 9    | TPS Turku T        | 17  | 22 | 5  | 7 | 10 | 23 | 32 | -9   |
| 10   | IKissat Tampere P  | 17  | 22 | 5  | 7 | 10 | 25 | 46 | -21  |
| 11   | Ponnistus Helsinki | 13  | 22 | 3  | 7 | 12 | 30 | 44 | -14  |
| 12   | TaPa Tampere       | 9   | 22 | 2  | 5 | 15 | 20 | 55 | -35  |

|  | Qualification pour la Coupe d'Europe des clubs champions 1974-1975                      |
|  | Qualification pour la Coupe des Coupes 1974-1975                                        |
|  | Qualification pour la Coupe UEFA 1974-1975                                              |
|  | Relégation en deuxième division                                                         |
|  | T Tenant du titre C Vainqueur de la Coupe de Finlande P Club promu de deuxième division |

## Bilan de la saison
| Championnat de Finlande de football 1973                  |                          |
| Champion                                                  | HJK Helsinki (11e titre) |
| Coupes et trophées                                        |                          |
| Vainqueur de la Coupe de Finlande 1973                    | Reipas Lahti             |
| Qualifications continentales                              |                          |
| Coupe d'Europe des clubs champions 1974-1975 Premier tour | HJK Helsinki             |
| Coupe des Coupes 1974-1975 Premier tour                   | Reipas Lahti             |
| Coupe UEFA 1974-1975 Premier tour                         | KPV Kokkola              |
| Promotions et relégations                                 |                          |
| Promus en Mestaruussarja                                  | Haka Valkeakoski         |
| Promus en Mestaruussarja                                  | MiPK Mikkeli             |
| Relégués en Ykkonen                                       | Ponnistus Helsinki       |
| Relégués en Ykkonen                                       | TaPa Tampere             |